# Carolina Oliver
 Ana Carolina Oliver González (Sincelejo) es una periodista y presentadora colombiana. Estudió Comunicación Social y periodismo en la Pontificia Universidad Javeriana. Inició su carrera en el Canal Capital de Bogotá, en donde presentó diversos programas como la Franja Metro y el Noticiero Bogotá en su Hora. En el año 2006 el periodista Yamid Amat la invitó hacer parte de su equipo presentando la sección de entretenimiento y más tarde presentó el Noticiero CM& Internacional. En el año 2014 formó parte del equipo de En las mañanas con Uno de NTC y desde 2015 es la presentadora del noticiero con 7 Premios India Catalina consecutivos, Noticias Uno.

## Trayectoria
Comunicadora social y periodista de la Universidad Javeriana de Bogotá, realizó sus prácticas periodísticas en Canal Capital, en donde presentó diversos espacios informativos como el noticiero ‘Bogotá en su Hora’ y el programa ‘Franja Metro’. De allí pasó a la programadora CM& en donde presentó el noticiero CM& Internacional. En 2014 presentó los boletines informativos del programa En las Mañanas con Uno de NTC televisión. Luego Ingresó a Noticias UNO, de la misma programadora, hasta 2017, cuando regresa a CM&, esta vez como presentadora invitada de la emisión de las 7:00 p. m. y nuevamente la emisión internacional. Para 2018, Oliver continúa en el Canal 1, esta vez como presentadora del programa Agricultura al Día, del Ministerio de Agricultura y Desarrollo Rural, en compañía del también periodista José Fernando Patiño. En 2019 volvió al Canal Capital a acompañar a Manuel Salazar y Mauricio Arroyave en el Despierta Bogotá y a presentar el Noticiero del Mediodía Capital Noticias.